# غاز طبيعي مضغوط

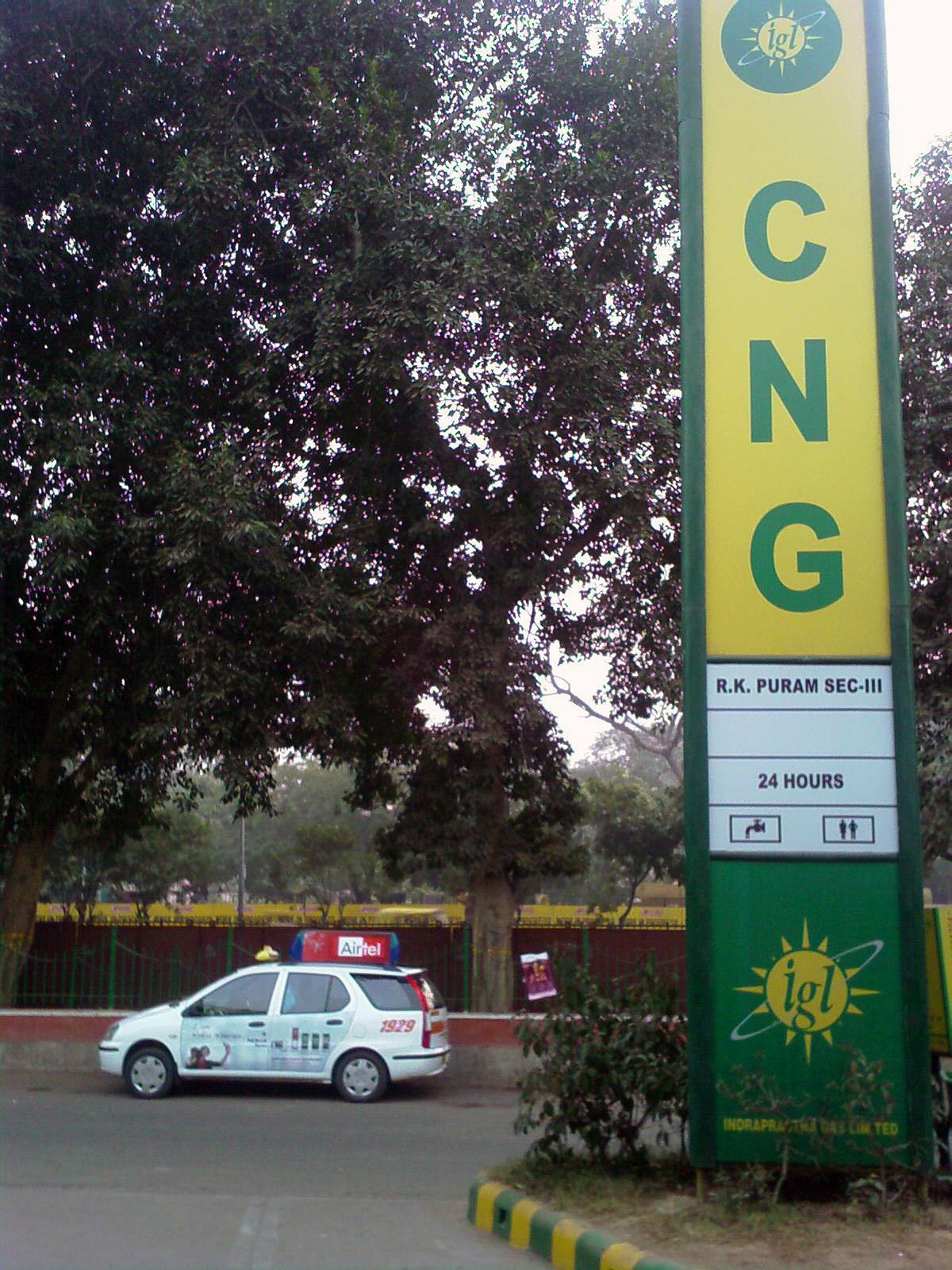
احدى محطات ال سي إن جي.

الغاز الطبيعي المضغوط (سي إن جي) هو وقود مصنوع من الغاز الطبيعي، يتكون بشكل أساسي من غاز الميثان (CH4) مضغوط إلى أقل من 1% من حجمه عند الضغط الجوي العياري. يُخزن هذا الغاز ويُوزع في حاويات صلبة، اسطوانية أو كروية بالعادة، بضغط يتراوح بين 20 و25 ميجا باسكال (بين 2900 و3600 باوند/بوصة مربعة).
يُستخدم سي إن جي في المركبات التقليدية المُعدلة التي تعمل بالبترول/الاحتراق الداخلي، أو في المركبات المصنّعة خصيصًا لاستخدام سي إن جي: إما بمفرده (المركبات المخصصة)، أو مع نظام وقود سائل منفصل لإطالة مدى المركبة (مركبات الوقود المزدوج)، أو بالاشتراك مع وقود آخر (مركبات الوقود الثنائي). يمكن استخدامه بدلًا من البترول (الغازولين) ووقود الديزل وغاز البترول المُسال (إل بّي جي). ينتج احتراق سي إن جي غازات ملوثة بدرجة أقل من أنواع الوقود المذكورة أعلاه. بالمقارنة مع أنواع الوقود الأخرى، يشكل الغاز الطبيعي تهديدًا أقل في حال تسربه، لأنه أخف من الهواء وينتشر بسرعة. يمكن استخدام الميثان الحيوي – وهو غاز حيوي مكرر من الهضم اللاهوائي أو دفن النفايات.
استجابةً لأسعار الوقود المرتفعة والمخاوف البيئية، استُخدم سي إن جي في عربات التوك توك وسيارات البيك آب وحافلات النقل والحافلات المدرسية والقطارات.
تُعتبر كلفة حاويات تخزين الوقود وتركيبها العائق الرئيسي أمام اعتماد سي إن جي كوقود على نطاق أوسع/أسرع. هذا هو السبب أيضًا في تبني الحكومات المحلية ومركبات النقل العام الوقود بشكل كبير في البداية، إذ يمكنها استهلاك الأموال المستثمرة في الوقود الجديد (الذي يكون أرخص عادةً) بشكل أسرع. على الرغم من هذه الظروف، نما عدد المركبات التي تستخدم وقود سي إن جي بشكل ثابت حول العالم (30% سنويًا). الآن، ونتيجةً للنمو الثابت لهذه الصناعة، انخفضت تكلفة أسطوانات تخزين الوقود إلى مستوً مقبول أكثر. أصبحت العديد من الدول قادرةً على صنع أسطوانات تحويل موثوقة وفعالة من ناحية التكلفة، خاصةً بالنسبة لأسطوانات سي إن جي من النوع 1 والنوع 2.
تقدر كثافة الطاقة الحجمية لسي إن جي بـ 42% من الغاز الطبيعي المُسال، لأنه غير مُسال، و25% من وقود الديزل.

## الاستخدامات

### المركبات ذات المحرك
في جميع أنحاء العالم، كان هناك 14.8 مليون مركبة تعمل بالغاز الطبيعي (إن جي في) بحلول عام 2011، مع إيران في الطليعة بـ 4.07 مليون مركبة وباكستان (2.85 مليون) والأرجنتين (2.07 مليون) والبرازيل (1.7 مليون) والهند (1.1 مليون) ومنطقة آسيا والمحيط الهادئ (5.7 مليون) وأمريكا الجنوبية (4 مليون تقريبًا).
يبيع العديد من مصنعي المركبات سيارات تعمل بالوقود الثنائي، مثل فيات وأوبل/جنرال موتورز وبيجو وفولكس فاجن وتويوتا وهوندا وغيرها. في عام 2006، طُرحت سيارة فيات سيينا تترافويل في السوق البرازيلية، وقد زُودت بمحرك فاير سعة 1.4 لتر يعمل بوقود إي 100 وإي 25 (الغازولين البرازيلي القياسي) والإيثانول وسي إن جي.
يمكن تحويل أي مركبة تعمل بالبترول إلى مركبة تعمل بالبترول/ سي إن جي. يمكن للمتاجر المعتمدة إجراء التعديلات، التي تتضمن تركيب أسطوانة سي إن جي وأنابيب ونظام حقن للوقود وأجهزة إلكترونية. غالبًا ما تصل تكلفة تركيب مجموعة أدوات تحويل سي إن جي إلى 8000 دولار أمريكي لسيارات الركاب والشاحنات الخفيفة، وعادةً ما تُخصص للمركبات التي تسافر مسافات كبيرة كل عام. تعادل كلفة وقود سي إن جي نحو 50% من كلفة البترول، ويطلق انبعاثات أقل بنسبة تصل إلى 90% من البترول.

### القاطرات
تُشغل قاطرات سي إن جي بواسطة عدة خطوط سكك حديدية. نجح تعديل قطار نابا فالي واين الذي يعمل بالديزل ليعمل بالغاز الطبيعي المضغوط قبل عام 2002. جرى ترقية هذه القاطرة المحولة لاستخدام نظام حقن وقود حاسوبي في مايو 2008، وهي الآن القاطرة الرئيسية لقطار نابا فالي واين. قامت شركة فيروكاريل سينترال أندينو في بيرو بتشغيل قاطرة شحن تعمل بالغاز الطبيعي المضغوط منذ عام 2005. قاطرات سي إن جي هي عادةً قاطرات تعمل بالديزل والكهرباء عُدلت لاستخدام مولدات سي إن جي بدلًا من مولدات الديزل لتوليد الكهرباء التي تغذي محركات الجر. تستطيع بعض قاطرات سي إن جي استخدام أسطواناتها بشكل انتقائي عند الحاجة إلى مزيد من الطاقة، ما يمنحها نظريًا كفاءة وقود أعلى من محركات الديزل التقليدية. سي إن جي أرخص أيضًا من البترول أو الديزل.

### نقل الغاز الطبيعي
يُستخدم سي إن جي لنقل الغاز الطبيعي عن طريق البحر لمسافات متوسطة، باستخدام السفن الحاملة لسي إن جي، خاصةً عندما لا تكون البنية التحتية لخطوط الأنابيب أو الغاز الطبيعي المسال في مكانها الصحيح. للنقل عبر مسافات قصيرة غالبًا ما تكون خطوط الأنابيب الموجودة أسفل البحر أكثر فعاليةً من ناحية التكلفة، وللنقل عبر مسافات أطول، غالبًا ما يكون الغاز الطبيعي المسال أكثر فعالية من ناحية التكلفة.

## المزايا
- تتمتع مركبات الغاز الطبيعي بتكاليف صيانة أقل من المركبات الأخرى التي تعمل بالوقود الهيدروكربوني.
- أنظمة وقود سي إن جي محكمة الغلق، ما يمنع فقد الوقود بفعل التسرب أو التبخر.
- إطالة عمر زيوت التشحيم، إذ لا يلوث سي إن جي زيت علبة المرافق.
- كونه وقودًا غازيًا، يمتزج سي إن جي بسهولة وبشكل متساوٍ في الهواء.
- تقل احتمالية اشتعال سي إن جي على الأسطح الساخنة، نظرًا لارتفاع درجة حرارة اشتعاله الذاتي (540 درجة مئوية)، ونطاق اشتعاله الضيق (بين 5 و15%).[12]
- تُعتبر المركبات التي تعمل بس إن جي أكثر أمانًا من المركبات التي تعمل بالبترول.[13][14][15]

تلوث أقل وكفاءة أكثر:
- يبعث سي إن جي غازات ملوثة بدرجة أقل من البترول أو الزيت عند احتراقه (مثلاً، الهيدروكربونات غير المحترقة (يو إتش سي) وأول أكسيد الكربون (CO) وأكاسيد النيتروجين (NOX) وأكاسيد الكبريت والجسيمات المعلقة). على سبيل المثال، ينتج محرك يعمل بالبترول 22 كجم من ثاني أكسيد الكربون لكل 100 كيلومتر، بينما يبعث احتراق سي إن جي 16.3 كيلوجرام فقط من ثاني أكسيد الكربون عند قطع نفس المسافة.[16]
- بسبب انخفاض انبعاثات ثاني أكسيد الكربون، فإن التحول إلى استخدام سي إن جي يمكن أن يساعد في تخفيف انبعاثات غازات الاحتباس الحراري. مع ذلك، فإن تسرب الغاز الطبيعي (سواء خلال الاستخدام المباشر أو خلال إنتاج وتسليم الوقود) يمثل زيادةً في انبعاثات غازات الاحتباس الحراري. تعتمد قدرة تقليل انبعاثات غازات الاحتباس الحراري، على مدار دورة حياة الوقود بأكملها، على مصدر الغاز الطبيعي والوقود الذي يحل محله.